# 6681 Prokopovich
A 6681 Prokopovich (ideiglenes jelöléssel 1972 RU3) a Naprendszer kisbolygóövében található aszteroida. Ljudmila Vasziljevna Zsuravljova fedezte fel 1972. szeptember 6-án.